# Naourskaïa
Naourskaïa (en russe : Наурская, en tchétchène : Новр-ГӀала) est une ville russe, et le centre administratif du district de Naourski, en République tchétchène, en Russie.